# عماد خراسانی
سید عمادالدین حسنی برقعی (مبرقعی)، (۱۳۰۰ – ۲۸ بهمن ۱۳۸۲) مشهور به عماد خراسانی، شاعر، غزل‌سرا و قصیده‌سرای مشهور خراسانی بود و از نام‌آوران شعر و غزل معاصر ایران به‌شمار می‌آمد.

## زندگی
عماد خراسانی به روایت مهدی اخوان ثالث متولّد بهار ۱۳۰۰ خورشیدی در توس (مشهد) روستای کاهو است اما خود در مصاحبه‌ای گفته تولدش را بدون هیچ توضیح دیگری در ۱۲۹۹ ثبت کرده‌اند. پدرش «سید محمدتقی معین‌دفتر» (از صاحب منصبان آستان قدس رضوی) و مادرش «بی‌بی حرمت» نام داشتند. نسب عماد به احمد بن موسی مبرقع امام محمد تقی می‌رسد و نام کاملش سید عمادالدین حسن برقعی است.
عماد در ۳ سالگی مادرش را از دست داد و در ۶ سالگی پدرش را و از آن پس تحت سرپرستی پدربزرگ و مادربزرگ رشد کرد. عماد از ۹ سالگی با تشویق دایی خود، شعرخوانی و سرودن شعر را آغاز کرد. او در جوانی با تخلص «شاهین» یا «شاخص» شعر می‌گفت و سپس تخلص «عماد» را برگزید. تخلص عماد خراسانی را فریدون مشیری برای او انتخاب کرد.

## زندگی شخصی
عماد یک بار ازدواج کرد اما همسرش هشت ماه بعد درگذشت. او از سال ۱۳۳۱ به تهران رفت. عماد خراسانی فرزندی نداشت و تا آخر عمر تنها زندگی کرد.

## درگذشت
وی پس از یک دورهٔ بیماری در صبح روز سه‌شنبه ۲۸ بهمن ۱۳۸۲ در تهران در سن ۸۲ سالگی درگذشت.

## عماد در نگاه دیگران
«مهدی اخوان ثالث» که یکی از دوستان صمیمی عماد بود در مقدمه‌ای بر کتاب «ورقی چند از دیوان عماد» شرح حال و زندگی کاملی از عماد را نوشته که این کتاب تاکنون بارها با همان مقدمه تجدید چاپ شده است. به گفته اخوان ثالث «اگر شعر را در معنای حقیقیش به‌جای آوریم، نه فقط فن و صنعت‌گری و مهارت در تمشیت امر و قافیه و کلمات، بی‌شک عماد در غزل‌سرایی از شاعران برجسته و تراز اوّل معاصر است و در قیاسی وسیع‌تر، سخن او از این و آن متمایز است.»
پرویز خائفی از غزلسرایان معاصر، عماد خراسانی را یکی از معتبرترین چهره‌های غزل معاصر دانسته و می‌گوید: در دوره‌ای که غزل در ادبیات ما شرایط خاصی داشت و به سکون و سرگردانی رسیده بود، «محمد حسین شهریار»، «محمدحسن رهی معیری» و «عماد خراسانی» هر یک با زبان و بیان خاص خود در پی غزل اصیل و سنتی رفتند. در ضمن این‌که عماد با حفظ ساختار و استحکام شعر کهن، حالاتی را ارائه می‌دهد که قابل توجه است و درد جامعه امروز را می‌شناسد. نکتهٔ مهم در غزل عماد، تجلی دردها، ناراحتی‌ها و سرخوردگی‌هایی است که او در زندگی خود با آنها روبه‌رو بوده است. او اصالت غزل را حفظ می‌کرد و هیچ‌وقت از روی تفنّن غزل نگفت، بلکه مفهوم غزل یعنی عشق و دوست داشتن را شناخته و به‌کار می‌برد. خائفی کار عماد را بالاتر از شهریار می‌داند و می‌گوید: شهریار تراش خاص زبان فارسی را گاهی اوقات رعایت نمی‌کرد، ولی زبان عماد شفاف و تراش داده شده است.
حسین منزوی غزل عماد را غزلی بینابین دانسته و می‌گوید: غزل عماد ضمن اینکه به ارزش‌های کلاسیک پایبند است، از برخی فضاها و اصول‌های تازه هم خالی نیست. غزل عماد عاشقانه است و کمتر از مضامین فلسفی و اجتماعی استفاده می‌کند. منزوی معتقد است: غزل عماد، غزل و تغزل و حدیث نفس است. البته طبیعی است که در سن و سال پیری مانند همه به شکایت از دنیا و مسائل آن بپردازد، اما غزل او مانند غزل سایه یا منوچهر نیستانی نیست که علاوه بر طرح مضامین شخصی و عاطفی، به مشکلات اجتماعی و مسائل زمانه نیز بپردازد.
فرج سرکوهی معتقد است: «شعرهای عماد در قوالب کلاسیک قدمائی است و عماد به مباحث نظری مطرح در ایران در زمینه زبان، ساختار و فرم شعر بی‌اعتنا بود اما ماندگاری شعر او دیوان او را به کتاب درسی شاعران تازه‌نفس نوجو و نوگرا ـ از «نیمائی و پسانیمائی» گرفته تا «مدرن و پسامدرن» ـ بدل می‌کند؛ چرا که ابعادی از راز ماندگاری و جاودانگی در زبان و فرهنگ، راز تأثیر، نفوذ و حیات ادبی را در دیوان او می‌توان خواند.» سرکوهی می‌گوید: «در شعر عماد همان جوهری است که قدما اصطلاح «سهل و ممنتع» را در توصیف آن به کار برده و سعدی را نمونه متعالی آن می‌دانستند. در بهترین شعرهای عماد اثری از تصنع زبانی و فرمی و ساختاری نیست و عماد عاطفه، ذهنیت، تخییل، اندیشه و حسی را در شعر خود درونی کرده، در اجرا به شعر برکشیده و با چنان قدرتی بیان می‌کند که مخاطب را به درون شعر می‌کشاند.»

## اشعار
دیوان اشعار عماد خراسانی با مقدمه‌ای از مهدی اخوان ثالث، بارها تجدید چاپ شده است.
برخی شعرهای عماد به ضرب‌المثل بدل شده و چند نسل از لایه‌های گوناگون مردم ایرانیان، از شاعران نوآور گرفته تا کسانی که با ادبیات مکتوب معاصر آشنائی چندانی ندارند، عواطف و احساسات و حالات خود را با تکرار بیتی از عماد بیان می‌کنند که در حافظه آنان نقش بسته است.
| عهد کردم که دگر می نخورم در همه عمر |  | به‌جز از امشب و فردا شب و شب‌های دگر |

یا این بیت دیگر:
| دوستت دارم و دانم که تویی دشمن جانم |  | از چه با دشمن جانم شده‌ام دوست ندانم! |

این غزل زیبا و معروف از اوست:
| پیش ما سوختگان، مسجد و میخانه یکیست |  | حرم و دیر یکی، سبحه و پیمانه یکی است   |
| اینهمه جنگ و جدل حاصل کوته‌نظریست    |  | گر نظر پاک کنی، کعبه و بتخانه یکیست    |
| هر کسی قصه شوقش به زبانی گوید       |  | چون نکو می‌نگرم، حاصل افسانه یکیست      |
| اینهمه قصه ز سودای گرفتارانست       |  | ورنه از روز ازل، دام یکی، دانه یکیست   |
| ره هرکس به فسونی زده آن شوخ ار نه   |  | گریه نیمه شب و خنده مستانه یکیست       |
| گر زمن پرسی از آن لطف که من می‌دانم  |  | آشنا بر در این خانه و بیگانه یکیست     |
| هیچ غم نیست که نسبت به جنونم دادند  |  | بهر این یک دو نفس، عاقل و دیوانه یکیست |
| عشق آتش بود و خانه خرابی دارد       |  | پیش آتش، دل شمع و پر پروانه یکیست      |
| گر به سرحد جنونت ببرد عشق عماد      |  | بی‌وفایی و وفاداری جانانه یکیست         |

و یا شعری دیگر از عماد خراسانی:
| گر چه مستیم و خرابیم چو شب‌های دگر     |  | باز کن ساقی مجلس سر مینای دگر       |
| امشبی را که در آنیم غنیمت شمریم       |  | شاید ای جان، نرسیدیم به فردای دگر   |
| عهد کردم که دگر می‌نخورم در همه عمر    |  | به‌جز از امشب و فردا شب و شب‌های دگر  |
| مست مستم، مشکن قدر خود ای پنجه غم     |  | من به میخانه ام امشب تو برو جای دگر |
| چه به میخانه چه محراب، حرامم باشد     |  | گر به جز عشق توأم هست تمنای دگر     |
| تا روم از پی یار دگری می‌باید          |  | جز دل من دلی و جز تو دلارای دگر     |
| باده پیش آر که رفتند از این مکتب راز  |  | اوستادان و فزودند معمای دگر         |
| گر بهشتی است، رخ توست نگارا! که در آن |  | می توان کرد به هر لحظه تماشای دگر   |
| از تو زیبا صنم این قدر جفا زیبا نیست  |  | گیرم این دل نتوان داد به زیبای دگر  |
| می فروشان همه دانند عمادا! که بود     |  | عاشقان را حرم و دیر و کلیسای دگر    |

یکی از اشعار مشهور عماد خراسانی به گویش مشهدی:
| یرگه کار مو و تو دِرَه بالا می‌گیره       |  | ذرَه ذرَه دِرَه عشقت تو دلم جا می‌گیره        |
| روز اول به خودُم گفتُم ای‌یم مثل بَقی      |  | حالا کم‌کم می‌بینُم کار دِرَه بالا می‌گیره     |
| چن شبه واز مودوزُم چشمامَه تا صبحِ به چْخت |  | یا به یک سمت بی‌خودی مات مِمنه و را می‌گیره |
| تا سحر جُل می‌زنم خواب به سراغُم نمیَه     |  | هی دلُم مثل بِچِه بَهَنهٔ بی‌جا می‌گیرَه          |
| موگومش هرچی که مرگت چیه؟ کوفتی نمِگه    |  | عوضش نق مِزنه و ذکر خدایا می‌گیره          |
| پیری و معرکه‌گیری که مِگن حال مویه       |  | دِره کم‌کم ای کتاب صفحه یه پینجا می‌گیره    |
| هر که عاشق مِشه پنهون مِکِنه مثل اویَه     |  | که سوار شُتُرَ و پوشتِشَه دولا می‌گیره         |

## عماد و موسیقی ایرانی
بسیاری از غزل‌ها و اشعار عماد در برنامه‌های مختلف موسیقی اصیل ایرانی در رادیو یا برنامه‌های خصوصی توسط هنرمندان نامی و خوانندگان مشهور خوانده شده؛ از جمله:
اکبر گلپایگانی، محمود محمودی خوانساری، غلامحسین بنان، عبدالوهاب شهیدی، هایده، ایرج، ناصر مسعودی، محمدرضا شجریان، علیرضا افتخاری و…
به گوش مخاطبان رسیده است. اکبر گلپایگانی آوازی را با مطلع «دلم آشفتهٔ آن مایه ناز است هنوز» را در نهایت زیبایی اجرا کرده و همچنین محمدرضا شجریان یکی از غزل‌های مشهدیِ عماد را به نام «پیری و معرکه‌گیری» به‌صورت ضربی در برنامهٔ موسیقی ایرانی اجرا کرده است. همچنین آواز ویگن با شعر «ای دل بلا، ای دل بلا، ای دل بلایی» که از اشعار اوست معروف است.
از آثار عماد می‌توان به «یک شب در بهشت» مثنوی حاوی پانصد بیت در بحرخفیف به سال ۱۳۲۰
«شبی بر مزار خیام» به سال ۱۳۲۹و کتابچه «سبو» و «دیوان عماد خراسانی» اشاره کرد.

## عماد و احمد ظاهر
اشعاری از اعماد توسط احمد ظاهر خوانند شهیر افغانستان خوانده شده است که از جمله آنها می‌توان به پیدا شد و پیدا شد و عهد کردم دیگر می نخورم اشاره کرد.